# Конрад I фон Шлюселберг
Конрад I фон Шлюселберг (на немски: Konrad, Graf von Schlüsselberg; † 3 август 1313) е господар на Шлюселберг (днес част от Вайшенфелд) в Бавария.

## Произход
Той е син на Еберхард II фон Шлюселберг († 1284).Баща му се жени втори път пр. 17 април 1280 г. за Елизабет фон Цолерн-Нюрнберг († 1288). Брат е на Бертхолд фон Шлюселберг († 1282), Готфрид II фон Шлюселберг († 1295) и Гизела фон Шлюселберг († 1309/1317), абатиса на манастир Шлюселау, и полубрат на Елизабет фон Шлюселберг († 1307).
През 1280 г. баща му основава заедно със синовете си Готфрид фон Шлюселберг и Конрад I фон Шлюселберг манастир „Шлюселау“ като домашен манастир и гробно място на рода си. Той поставя дъщеря си Гизела като първата абатиса.

## Фамилия
Конрад I фон Шлюселберг се жени пр. 27 юли 1273 г. за Лиутгарда (Лойкард/Лукард) фон Цолерн-Нюрнберг († сл. 10 март 1313), бургграфиня от Нюрнберг, дъщеря на бургграф Конрад II фон Нюрнберг-Абенберг († 1314) и Агнес фон Хоенлое-Уфенхайм († 1319). Те имат една дъщеря:
- Анна фон Шлюселберг († 4 май 1379), абатиса на манастир Шлюселау

Той има и една незаконна дъщеря:
- София фон Шлюселберг († сл. 5 февруари 1361), омъжена за граф Фридрих III фон Цолерн-Шалксбург († сл. 20 декември 1378)